# Leptobatopsis flavoannulata
Leptobatopsis flavoannulata là một loài tò vò trong họ Ichneumonidae.